# Khaosai Galaxy
Khaosai Galaxy (thailändisch เขาทราย แกแล็คซี่; * 15. Mai 1959 als Sura Saenkham (สุระ แสนคำ) in Phetchabun, Thailand) ist ein ehemaliger thailändischer Boxer.

## Profikarriere
Der Rechtsausleger Khaosai wurde 1980 Profi. Seinen siebten Kampf um den thailändischen Bantamtitel verlor er nach Punkten, es blieb die einzige Niederlage seiner Karriere.
1984 gewann er einen Kampf um die vakante WBA-Weltmeisterschaft im Superfliegengewicht. Den Titel verteidigte er anschließend sieben Jahre erfolgreich. 1987 schlug er den Titelträger der IBF, Ellyas Pical, dessen Gürtel aber nicht offiziell auf dem Spiel stand. Nach dieser Niederlage wurde Pical allerdings sein Titel aberkannt.
1988 wurde sein Zwillingsbruder Khaokor Galaxy Titelträger der WBA im Bantamgewicht.
Neben Pical werden vom Ring Magazine Rafael Oroño aus Venezuela, David Griman, Israel Contreras und Yong Kang Kim als seine respektiertesten Gegner bezeichnet. Die Zeitschrift führt ihn als besten Superfliegengewichtler aller Zeiten, aber die Gewichtsklasse ist nicht besonders traditionsreich.
Nach 19 Titelverteidigungen trat Khaosai 1991 zurück. Er hatte 17 von 20 Titelkämpfen durch K. o. gewonnen. 1991 wurde er in die „Hall of Fame“ des Boxens aufgenommen.

## Sonstiges
Khaosai Galaxy war neben seiner Boxkarriere auch im Thaiboxen erfolgreich und wurde auch in diesem Kampfsport in den frühen 80er Jahren Weltmeister.